# Nomisia punctata
Nomisia punctata är en spindelart som först beskrevs av Kulczynski 1901.  Nomisia punctata ingår i släktet Nomisia och familjen plattbuksspindlar.
Artens utbredningsområde är Etiopien. Inga underarter finns listade i Catalogue of Life.